# Moḩammadābād (ort i Kerman, lat 30,83, long 55,80)
Moḩammadābād (persiska: Moḩammadābād-e Herātī, محمد آباد, Muhammadābād, Moḩammadābād-e Harātī) är en ort i Iran.   Den ligger i provinsen Kerman, i den centrala delen av landet, 700 km sydost om huvudstaden Teheran. Moḩammadābād ligger 1 358 meter över havet och antalet invånare är 282.
Terrängen runt Moḩammadābād är platt åt sydväst, men åt nordost är den kuperad.Runt Moḩammadābād är det ganska glesbefolkat, med 42 invånare per kvadratkilometer. Närmaste större samhälle är Bahremān, 10,4 km nordväst om Moḩammadābād. Omgivningarna runt Moḩammadābād är i huvudsak ett öppet busklandskap.